# Gueorgui Malenkov
 (avril 2014).
Si vous disposez d'ouvrages ou d'articles de référence ou si vous connaissez des sites web de qualité traitant du thème abordé ici, merci de compléter l'article en donnant les références utiles à sa vérifiabilité et en les liant à la section « Notes et références ».
Gueorgui Maksimilianovitch Malenkov (en russe : Георгий Максимилианович Маленков) ; né le 26 décembre 1901 (8 janvier 1902 dans le calendrier grégorien) à Orenbourg et mort le 14 janvier 1988 à Moscou est un homme politique et dirigeant du Parti communiste de l'Union soviétique (PCUS), proche collaborateur de Joseph Staline. À la mort de ce dernier, en mars 1953, il lui succède au poste de président du Conseil des ministres. Mais, bientôt éclipsé par Nikita Khrouchtchev qui prend la tête du Parti la même année, il quitte son poste de chef du gouvernement en février 1955.

## Jeunesse politique
Malenkov est né à Orenbourg, en Russie, dans une famille de l'aristocratie qui a servi les tsars depuis le XIXe siècle. Il compte dans ses proches ancêtres des généraux, des amiraux, des gouverneurs de l'État d'Oldenbourg (possession allemande de la famille impériale). Sa mère est cependant une fille de forgeron.
Juste diplômé du lycée d'Orenbourg, il rejoint en tant que combattant volontaire le parti bolchevique lors de la révolution de 1917, puis devient commissaire politique de l'Armée rouge en 1919.

## Les Purges
Il devint très jeune l'un des hommes de confiance de Staline. Avec les chefs suprêmes du NKVD, Nikolaï Iejov puis Lavrenti Beria, il est un acteur important des Grandes Purges des années 1937-1939. Lorsque Staline, préparant la chute de Iejov, veut lui imposer un adjoint, Iejov déclara même qu'il aimerait avoir Malenkov à ses côtés. Mais Staline lui préfère Beria, dont Malenkov devient ensuite le rival.
Dépêché par Moscou, Malenkov purge l'administration et la population de l'Arménie aux côtés de Mikoyan, puis il seconde Iejov en Biélorussie. Selon une étude citée par l'historien britannique Simon Sebag Montefiore, Malenkov aurait été en tout responsable de la mort de 150 000 personnes.[réf. incomplète]
Dès février 1937, devant l'ampleur de la purge, Malenkov fait remarquer qu'il y a alors en URSS plus de communistes exclus que de membres du Parti.
Candidat au Bureau politique du Comité central du PCUS, Malenkov en est membre suppléant dès mai 1941, et y est admis comme titulaire en 1946.
Son ascension rapide depuis son entrée dans le premier cercle des intimes de Staline en fait un représentant éminent de la « génération de 1937 », qui doit sa promotion à l'élimination de la vieille garde bolchevique.

## La Grande Guerre patriotique
Dès l'invasion allemande du 22 juin 1941, Malenkov part au front et y assume diverses missions de confiance.
Malenkov perd un peu de l'estime de Staline au bénéfice de son rival Jdanov, mais il revient en grâce après la mort de ce dernier. Beria se rapproche de lui, et tous deux font en sorte d'éliminer les partisans de Jdanov, dans le cadre de l'affaire de Léningrad, et de les faire envoyer dans les camps du Goulag ou de les faire fusiller.

## L'échec de la succession à Staline
La mort de Staline en 1953 propulse brièvement Malenkov au sommet de l'appareil soviétique. Le monde occidental croit longtemps à sa prédominance en URSS, Nikita Khrouchtchev apparaissant à l'époque plus en retrait. Cependant, il doit céder la première place des secrétaires du Comité central (en) à Khrouchtchev dès le 14 mars. Ce dernier contrôle désormais le parti, dont il devient officiellement le Premier secrétaire (en) dès mai 1953, tandis que Malenkov conserve la tête du conseil des ministres. Cette direction bicéphale se maintient jusqu'en 1955. Malenkov ne s'associe pas à la critique du stalinisme par Beria. Après la chute de ce dernier en juin 1953, Khrouchtchev affermit progressivement ses positions face à Malenkov qu'il finit par évincer du pouvoir. 
Lors de la conférence des 12, 13 et 14 juillet 1953, réunie à Moscou, il fait partie de la délégation soviétique, formée également, selon le document retrouvé à la fin de l'année 1990 par l'historien Marc Lazar, de Viatcheslav Molotov, le nouveau ministre des Affaires étrangères et Nikita Khrouchtchev. Les représentants de 19 partis communistes européens sont présents. Au cours des débats, les « grands frères soviétiques ont dit tout de go » à Jacques Duclos, pour le Parti communiste français, et à Pietro Secchia, pour l'italien, numéro deux respectifs du PCF et du PCI, qu'il y avait eu en URSS des « défauts dans les méthodes de direction », « déviations de la conscience léniniste » et surtout « culte de la personnalité ». Les Soviétiques les ont incités, de plus, à « faire eux aussi des réformes dans leurs partis ».
Malenkov s'oppose au programme de développement d'armes nucléaires, déclarant qu'un conflit atomique conduirait à un désastre universel.

## La chute

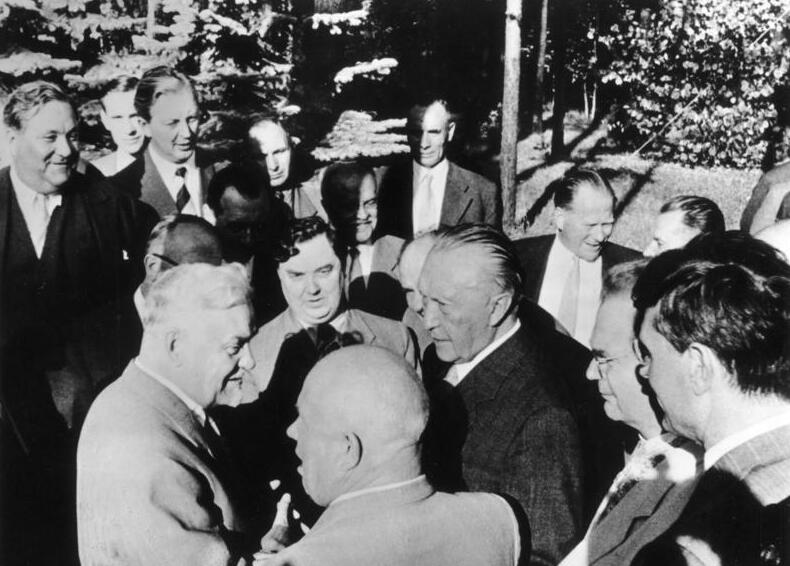
En septembre 1955, le chancelier allemand Konrad Adenauer est reçu à Moscou par Malenkov (de face), Boulganine (de côté) et Khrouchtchev (de dos). Au second plan le futur chancelier Kurt Georg Kiesinger

Forcé de démissionner en février 1955, Malenkov demeure tout d'abord membre du Présidium qui remplace le Bureau politique du comité central du PCUS. Cependant, il est obligé de se démettre à nouveau en 1957 à la suite d'intrigues menées avec Boulganine, Molotov et Kaganovitch pour éliminer Khrouchtchev. En 1961, il est exclu du PCUS et condamné à l'exil intérieur. Khrouchtchev le laisse en vie, pour montrer que la vie politique a changé en URSS, et qu'il n'y a désormais plus d'assassinat, comme c'était le cas sous Staline. Bien qu'il n'ait jamais été réintégré au parti, il reste cependant communiste et devient directeur d'une centrale hydro-électrique au Kazakhstan.
Sa mort est annoncée par l'agence Tass le 16 janvier 1988, soit deux jours après son décès mais, à l'époque, l'URSS est en pleine perestroïka et doit faire face aux suites de la catastrophe de Tchernobyl, ainsi qu'à de grandes difficultés en Afghanistan. L'annonce de sa mort intervient dans une totale indifférence, en Union soviétique autant qu'à l'étranger où elle n'est même pas commentée, le personnage apparaissant comme oublié[réf. nécessaire].
Il s'était converti à la religion orthodoxe[réf. nécessaire]. Il aurait même été lecteur et choriste dans une église de Moscou.
Il est enterré au cimetière de Kountsevo.

## Famille
Malenkov avait pour épouse Valeria Alekseïevna Goloubtsova (1901-1987), directrice de l'Institut de génie énergétique de Moscou, et ils eurent trois enfants : une fille, Volia (1924-2010) et deux fils, Andreï né en 1937 et Gueorgui né en 1938.

## Distinctions
- Ordre de Lénine